# Логвіненко Валентин Леонідович
Валенти́н Леоні́дович Логвіне́нко (12 грудня 1988 — 5 вересня 2022) — солдат Збройних сил України 68 окремої єгерської бригади. Учасник російсько-української війни.

## Життєпис
Народився 12 грудня 1988 року в місті Чехов Російської Федерації.
Родина переїхала до міста Миколаїв, де він навчався у ЗОШ №42.
Після закінчення школи  здобув освіту за фахом програміст у Харківському національному університеті радіоелектроніки в 2011 році.
У вільний час полюбляв їздити в подорожі, готувати, вирощувати квіти. Мав власну руду кобилу Вів'єн, яку дуже любив.
З початком повномасштабного вторгнення пішов служити до 68 окремої єгерської бригади імені Олекси Довбуша. Був зв'язківцем та займався раціями.
Загинув 5 вересня 2022 року при виконані бойового завдання в с.Богоявленка Донецької області.
Похований на Краснопільському цвинтарі.
У Валентина залишилися батьки, сестра та дружина.